# Vládce temnot (film)
Vládce temnot (anglicky Prince of Darkness) je americký hororový film z roku 1987, který napsal a režíroval John Carpenter. Snímek pojednává o skupince studentů kvantové fyziky, kteří naleznou v opuštěném kostele podivnou kapalinu – tekuté ztělesnění samotného Satana. Hlavní role zde ztvárňují Donald Pleasence, Victor Wong, Jameson Parker a Lisa Blount. Jde o druhý film volné Carpenterovy „apokalyptické trilogie“.